# Animal House
Animal House (с англ. — «Бедлам»)— дебютный студийный альбом группы U.D.O., вышедший в 1987 году.

## Об альбоме
После того, как Удо Диркшнайдер был вынужден покинуть Accept, он занялся сольной карьерой. Для альбома он использовал материал, подготовленный Accept для записи нового альбома, но оказавшийся ненужным группе, в связи с ожидаемой сменой стиля группы.
Альбом был записан осенью 1987 года. В записи альбома принимали участие музыканты из Accept (песня Lay Down The Law) и менеджер Габи Хауке (Deaffy).
Диск оказался весьма удачным и разошёлся только в Германии тиражом в 60000 экземпляров, добрался до 1 места в хит-параде Metal Hammer.
В записи песни They Want War участвовал Пульхаймовский детско-юношеский хор.

## Список композиций
Все песни написаны Accept и Deaffy
Сторона 1 LP
1. «Animal House» (с англ. — «Бедлам») (4:19)
2. «Go Back to Hell» (с англ. — «Возвращайся в ад») (4:32)
3. «They Want War» (с англ. — «Они хотят войны»)(4:12)
4. «Black Widow» (с англ. — «Чёрная вдова»)(4:29)
5. «In the Darkness» (с англ. — «В темноте») (4:03)

Сторона 2 LP
1. «Lay Down The Law» (с англ. — «Низложи закон») (3:47)
2. «We Want It Loud» (с англ. — «Мы хотим громче»)(4:06)
3. «Warrior» (с англ. — «Воин») (4:12)
4. «Coming Home» (с англ. — «Возвращаюсь домой»)(3:39)
5. «Run For Cover» (с англ. — «Прячься!») (4:43)

Переиздание на CD содержит бонус-трек Hot Tonight (с англ. — «Горячая ночь»), расположенный между 7 и 9 треком оригинального LP.

## Синглы
- They Want War (1987)

## Видео
- «They Want War» (1987) видеоклип

## Чарты
Швеция 41 место

## Некоторые релизы
- Animal House (RCA, PL71552), LP, 1987
- Animal House (BMG\Ariola, PL71552), CD, 1987

## Участники записи
- Удо Диркшнайдер — вокал
- Матиас Дит — гитара
- Франк Риттель — бас-гитара
- Петер Сцигетти - гитара
- Томас Франке — ударные